# Dolmen de Penhap
Le dolmen de Penhap est un dolmen situé au sud de l'île aux Moines dans le département français du Morbihan.

## Historique
L'abbé Mahé visite le site en 1819 mais n'y voit qu'« une file de petites tombelles bien conservées couroit de l'est à l'ouest, et sur la plus orientale de ces buttes, un Peulvan pyramidoit avec élégance ». Dès 1825, Mahé signale que le tumulus a déjà été en grande partie détruit. En 1852, P. Lucas dresse un plan de la tombe. En 1854 et 1869, Lukis effectue un relevé des gravures mais ce relevé n'est pas diffusé. En 1865, dans son ouvrage Recueil des signes sculptés sur les monuments mégalithiques du Morbihan, relevés et réduits au pantographe, Davy de Cussé fournit un plan du dolmen et un relevé des deux gravures. 
La chambre est occupée par une famille de pêcheurs au cours du XIXe siècle. Le dolmen est fouillé par Alphonse Mauricet en 1877 mais il n'y recueille aucun matériel archéologique.
Le dolmen fait l’objet d’un classement au titre des monuments historiques par arrêté du 29 octobre 1979.

## Description

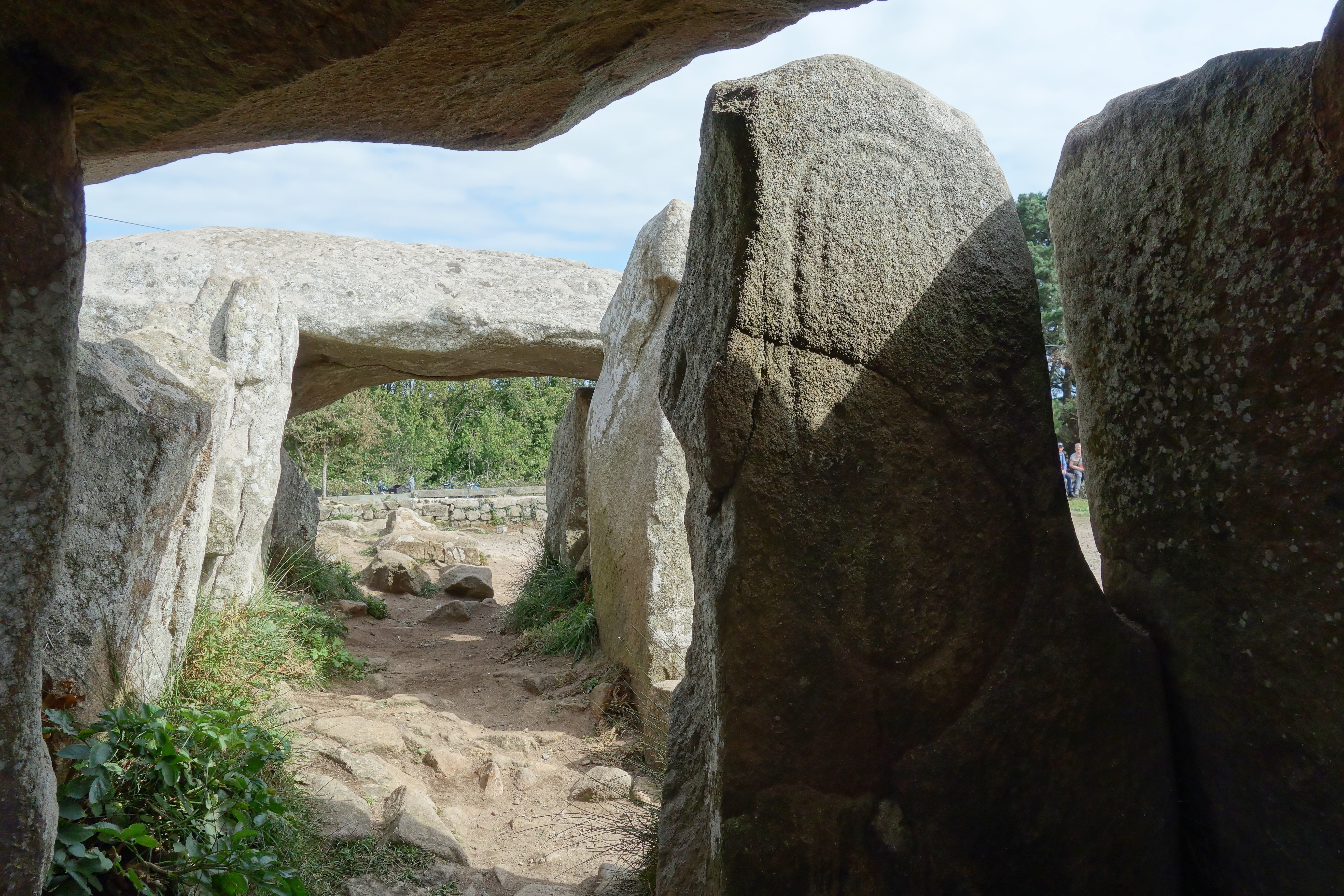
Gravure sur l'orthostate C1 (côté intérieur).

La chambre du dolmen est de forme quadrangulaire, elle est délimitée par neuf orthostates supportant une unique table de couverture de 4,8 m de long sur 3,60 m de large et 0,95 m d'épaisseur. Elle est précédée d'un couloir coudé comportant encore trois orthostates et une dalle de couverture.
Le premier pilier à l'entrée de la chambre côté gauche (orthostate C1) comporte un motif gravé sur sa face externe et un autre sur sa face interne. L'interprétation de ces motifs fait l'objet de diverses hypothèses. Le motif gravé sur la face interne de la dalle est peu courant : le seul autre exemplaire connu figure sur une stèle découverte sur le site mégalithique de Kermorvan au Conquet. Selon A. de Mortillet, il s'agit d'« une figure qui paraît représenter une hache dans sa gaine ». Tout au long du XXe siècle, à la suite de Mortillet, tous les spécialistes reprennent cette hypothèse et certains comme Étienne Patte y voient même une « arme en métal ». Un troisième motif similaire sera découvert lors de la restauration du cairn de Gavrinis (sur l’orthostate L11). 
Quant au motif figuré sur la face externe de l’orthostate C1, il est représenté sur plusieurs dalles de différents mégalithes du Morbihan (Mané Lud, Kermaillard, Gavrinis, Er Grah...) : il correspond à celui dit de la « hache-charrue » popularisé par Z. Le Rouzic,.  
Selon Serge Cassen, le motif représenté sur la face interne serait un grand calamar et celui représenté sur la face externe serait celui d'un cachalot.